# Dmitri Leonidowitsch Makarow
Dmitri Leonidowitsch Makarow (russisch Дмитрий Леонидович Макаров; * 6. Dezember 1983 in Ufa, Russische SFSR) ist ein russischer Eishockeyspieler, der zuletzt beim HK Jugra Chanty-Mansijsk aus der Kontinentalen Hockey-Liga unter Vertrag stand.

## Karriere

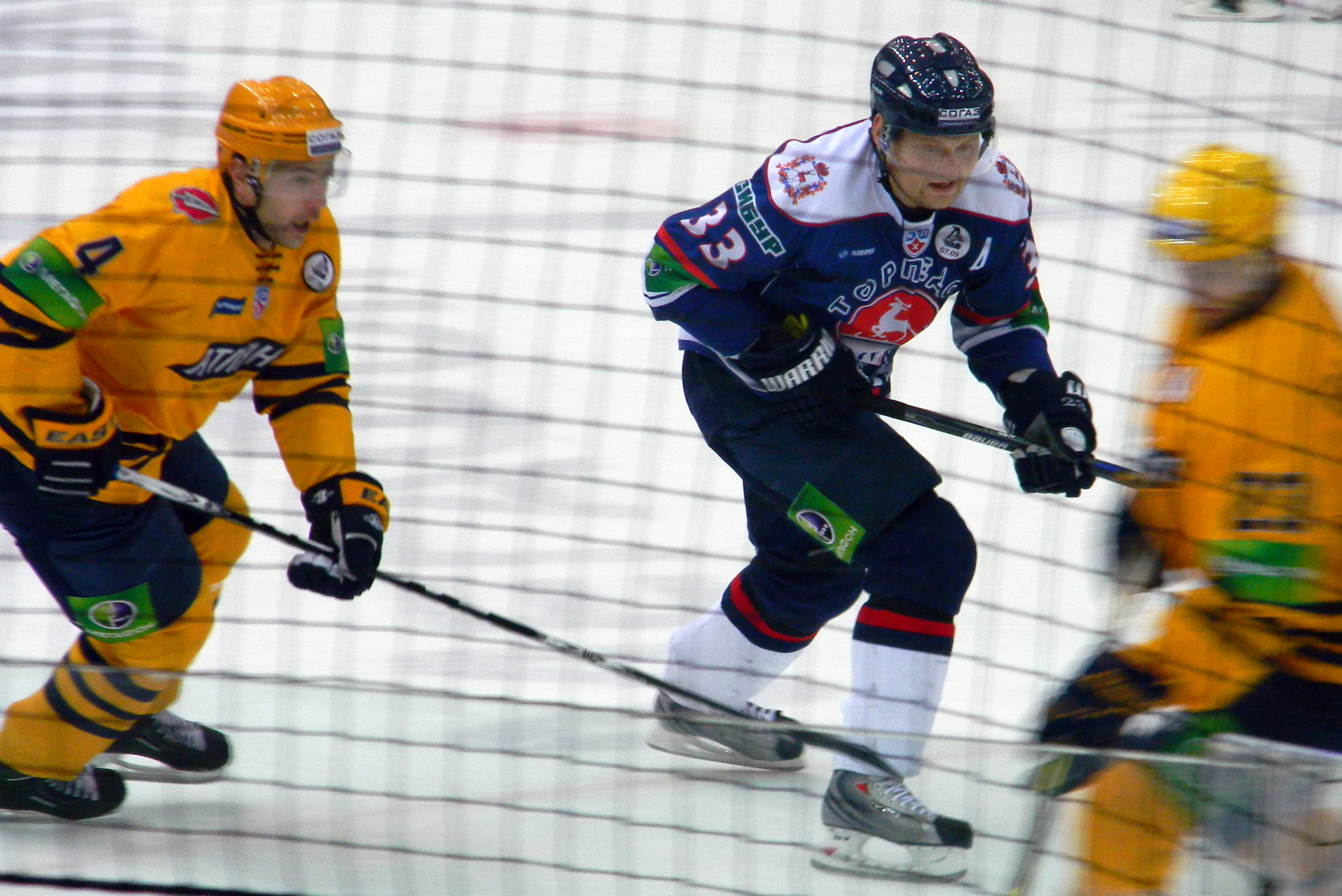
Denis Bajew und Dmitri Makarow (re.), Oktober 2011

Dmitri Makarow begann seine Karriere als Eishockeyspieler in der Nachwuchsabteilung des HK Metallurg Magnitogorsk, für dessen Profimannschaft er von 2002 bis 2005 in der Superliga aktiv war, während er parallel für die zweite Mannschaft von Metallurg in der drittklassigen Perwaja Liga aktiv war. Zudem stand er in der Saison 2003/04 für Sauralje Kurgan in der Wysschaja Liga, der zweiten russischen Spielklasse, auf dem Eis. Die Saison 2004/05 beendete der Angreifer bei Metallurgs Superliga-Rivalen Salawat Julajew Ufa, für den er in den folgenden zweieinhalb Jahren auflief.
Zwischen 2007 und 2011 stand Makarow bei Neftechimik Nischnekamsk unter Vertrag. Dabei absolvierte er 133 Spiele in der Kontinentalen Hockey-Liga, in denen ihm 29 Tore und 37 Assists gelangen. Im Mai 2011 wurde er vom Torpedo Nischni Nowgorod verpflichtet.
Am 6. Mai 2013 wurde Makarow gegen Sergei Sentjurin und Denis Parschin von Salawat Julajew Ufa eingetauscht.
Zu Beginn der Saison 2017/18 stand Makarow beim HK Jugra Chanty-Mansijsk unter Vertrag, wurde aber nach 19 Spielen für Jugra entlassen.

## KHL-Statistik
(Stand: Ende der Saison 2013/14)